# Университет по хранителни технологии
Университетът по хранителни технологии е висше училище в гр. Пловдив.
Основан е с Указ № 230 на Президиума на Народното събрание от 10 юли 1953 г. като Висш институт по хранително-вкусова промишленост (ВИХВП). С решение на XXXIX народно събрание от 23 януари 2003 г. ВИХВП е преобразуван в Университет по хранителни технологии.
В него се обучават кадри за хранителната и биотехнологичната промишленост. Има редовна акредитация от Националната агенция по оценяване и акредитация към МС съгласно Удостоверение за институционална акредитация №4/03.05.2001 г., подновена на 13 април 2006 г. с оценка „много добра“ и през 2011 г.
Днес университетът разполага с 3 факултета: Технологичен факултет, Технически факултет и Стопански факултет. Притежава богата техническа библиотека, спортен комплекс и собствени общежития с над 1000 легла.